# Amadeus Band
Amadeus Band är ett serbiskt band från staden Leskovac i södra Serbien, bestående av Aleksandar Stanimirović, Bojan Stanimirović, Milan Kordulup och Bojan Tasić. De blandar hårdrock och melodisk metal med modern pop-, rock- och folkmusik. Bandet har många hits, bland annat låten "Nije sve jedno".

## Diskografi
- Kupi Me (2002)
- Takve Kao Mi (2003)
- 100% (2005)
- Live (2007)
- Večeras (2007)
- Ljubav & Hemija (2009)
- Nije Svejedno (2011)
- Krv & Navike (2015)
- Budi Svoja (2018)